# NK Ankerkader 45/2 Ereklasse 1930-1931
Het Nederlands kampioenschap in de biljartdiscipline Ankerkader 45/2 in het seizoen 1930-1931 werd gespeeld van 9 tot en met 12 april 1931 in Leeuwarden. Jan Dommering behaalde de titel.

## Eindstand
| RANG   | SPELER          | GESP                                         | PP                                           | CAR                                          | BRT                                          | MOY                                          | PMOY                                         | HS                                           |
| ------ | --------------- | -------------------------------------------- | -------------------------------------------- | -------------------------------------------- | -------------------------------------------- | -------------------------------------------- | -------------------------------------------- | -------------------------------------------- |
|        | Jan Dommering   | 6                                            | 12                                           | -                                            | -                                            | 17,14                                        | 28,57                                        | 130                                          |
|        | Nelis van Vliet | 6                                            | 8                                            | -                                            | -                                            | 13,40                                        | 16,66                                        | 133                                          |
|        | Jan Wiemers     | 6                                            | 8                                            | -                                            | -                                            | 13,09                                        | 19,04                                        | 86                                           |
| 4      | Jan Sweering    | 6                                            | 6                                            | -                                            | -                                            | 10,26                                        | 17,39                                        | 111                                          |
| 5      | Tjoa Sie Lian   | 6                                            | 4                                            | -                                            | -                                            | 11,71                                        | 20,00                                        | 76                                           |
| 6      | Piet de Leeuw   | 6                                            | 4                                            | -                                            | -                                            | 10,47                                        | 17,39                                        | 108                                          |
| 7      | Lou Gehrels     | 6                                            | 0                                            | -                                            | -                                            | 8,49                                         | geen                                         | 74                                           |
| opg.   | Max Theeboom    | trok zich na twee duels terug wegens ziekte. | trok zich na twee duels terug wegens ziekte. | trok zich na twee duels terug wegens ziekte. | trok zich na twee duels terug wegens ziekte. | trok zich na twee duels terug wegens ziekte. | trok zich na twee duels terug wegens ziekte. | trok zich na twee duels terug wegens ziekte. |
| TOTAAL | TOTAAL          | TOTAAL                                       | TOTAAL                                       | -                                            | -                                            | 11,93                                        | 28,57                                        | 133                                          |

Arnhem 1912-1913 · 
Leeuwarden 1913-1914 ·
Amsterdam 1914-1915 ·
Den Haag 1915-1916 ·
Groningen 1916-1917 ·
Amsterdam 1917-1918 ·
Arnhem 1918-1919 ·
Leeuwarden 1919-1920 ·
Den Haag 1920-1921 ·
Groningen 1921-1922 ·
Amsterdam 1922-1923 · 
Amsterdam 1923-1924 ·
Rotterdam 1924-1925 ·
Amsterdam 1925-1926 ·
Haarlem 1926-1927 ·
Utrecht 1927-1928 ·
Rotterdam 1928-1929 ·
Den Haag 1929-1930 ·
Leeuwarden 1930-1931 ·
Utrecht 1931-1932 ·
Amsterdam 1932-1933 ·
Amsterdam 1933-1934 ·
Amsterdam 1934-1935 · 
Utrecht 1935-1936 ·
Arnhem 1936-1937 ·
Den Haag 1937-1938 ·
Amsterdam 1938-1939 ·
Rotterdam 1939-1940 ·
Amsterdam 1940-1941 ·
Amsterdam 1941-1942 ·
Amsterdam 1942-1943 ·
Amsterdam 1944-1945 ·
Den Haag 1945-1946 ·
Apeldoorn 1946-1947 ·
Groningen 1947-1948